# Stjepan Ćosić
Stjepan Ćosić (Makarska, 1964.), hrvatski arhivist, povjesničar i sociolog.

## Životopis
Rodio se u Makarskoj 1964. godine. Studirao je na Filozofskom fakultetu u Zadru i 1988. diplomirao povijest i sociologiju. U Dubrovniku je od 1988. do 1992. predavao povijest u okviru školske nastave. Potom je od 1992. arhivist Državnog arhiva u Dubrovniku, gdje je istraživao Dubrovačku Republiku i radio do 1995. godine. Na poslijediplomskom studiju je proučavao kulturnu povijest istočne obale Jadrana, dok mu je znanstveni interes potom povijest područja Dubrovnika. Od 2003. godine obnašao je dužnost ravnatelja Hrvatskog državnog arhiva. Poznata je knjiga iz 1999. i dopunjeno izdanje 2012. godine Prijevara ili zabluda? Problem granice na području poluotoka Kleka koju je napisao s Nikom Kapetanićem (predsjednik Matice Hrvatske Konavle te tajnik uprave Društva prijatelja dubrovačke starine) i Nenadom Vekarićem (doktor povijesnih znanosti, upravitelj Zavoda za povijesne znanosti u Dubrovniku). Knjigom su se više od tri puta borili protiv ratifikacije sporazuma Tuđman-Izetbegović. Sporazum o granici je na štetu Hrvatske. Prvi put 1999., drugi put 2005., a treći put 2012. godine.
Obnašao je dužnost ravnatelja Hrvatskog državnog arhiva do 2012. godine, a od 2012. bio je redoviti profesor na Filozofskome fakultetu u Splitu (ujedno pročelnik Katedre za ranonovovjekovnu i suvremenu povijest), potom od 2017. na Hrvatskim studijima Sveučilišta u Zagrebu (dekan 2021). Redoviti je član HAZU-a od 2022. godine. Bavi se političkom, kulturnom, intelektualnom i demografskom povijesti Dubrovnika i Dubrovačke Republike (Dubrovnik nakon pada Republike: (1808.–1848.), 1999., Nagrada Grada Dubrovnika; Dubrovačka vlastela između roda i države: salamankezi i sorbonezi, 2005., s Nenadom Vekarićem, Nagrada za znanost HAZU), te Dalmacije, Hrvatske i BiH od XVIII. do XX. st., kao i arhivističkim temama, napose poviješću kartografije, heraldikom i historijskom geografijom (Ideologija rodoslovlja: Korjenić-Neorićev grbovnik iz 1595., 2015; Hrvatski grbovi: geneza, simbolika, povijest, 2021., koautor: Mate Božić). Napisao je studiju usporednih intelektualnih i političkih biografija dvojice intelektualaca iz prve polovice XX. st. (Figure politike: Lujo Vojnović i Robert William Seton-Watson, 2012., koautor: Zoran Grijak).